# Instituto Internacional de Neurociências de Natal

Gebäude des IINN-ELS in Natal

Das Instituto Internacional de Neurociências de Natal - Edmond e Lily Safra (IINN-ELS; deutsch Internationales Institut für Neuroforschung von Natal) ist ein Forschungsinstitut in Macaíba im brasilianischen Bundesstaat Rio Grande do Norte mit einer Außenstelle in Natal. Der Aufgabenschwerpunkt des Institutes liegt im Bereich der Neurowissenschaften. Es wurde gegründet von Miguel Nicolelis, Sidarta Ribeiro und Claudio Mello, allesamt Wissenschaftler, die in den USA Ansehen erlangten. Das IINN-ELS hat sich zur Aufgabe gemacht, Brasilien – insbesondere die strukturschwache Region im Nordosten des Landes – als Forschungsstandort zu etablieren. Das Institut wird durch Bundesmittel und durch eine Stiftung getragen und kooperiert mit der Universidade Federal do Rio Grande do Norte.